# Гран-Канария (аэропорт)
Гран-Канария — международный аэропорт на одноимённом острове, входящем в архипелаг Канарские острова (Испания). Аэропорт находится на востоке острова, на берегу Атлантического океана, в 20 км к югу от крупнейшего города острова — Лас-Пальмас-де-Гран-Канария.
Аэропорт по пассажирообороту является крупнейшим на Канарских островах, и пятым в Испании (после Мадрида, Барселоны, Пальма-де-Мальорка и Малаги. Гран-Канария — второй остров, который принимает больше всего пассажиров с Канарских островов, после Тенерифе, где есть два аэропорта.
В аэропорту также располагается база ВВС Испании.
До закрытия программы Space Shuttle аэропорт Гран-Канария являлся одной из площадок для возможной аварийной посадки шаттлов.
27 апреля 1997 года база ВВС в аэропорту Гран-Канария использовалась для запуска спутников американским Stargazer Пегас XL: испанского Minisat и американского Celestis. Координаты запуска 27°00′ с. ш. 15°30′ з. д..